# 강화인간
강화인간(일본어: 強化人間)은 SF 작품에서 어떤 수단에 의해 인공적으로 능력이 강화된 인간을 말한다. 부스티드 맨(영어: Boosted Man, 일본어: ブーステッドマン)이라고 불리는 경우도 많다.
육체를 강화했다는 의미의 캐릭터는 사이보그 등을 포함해 여러 작품에 등장하지만, 본 문서에서는 주로 정신적인 면을 개조 강화한 《건담 시리즈》의 강화인간에 대해서만 기술한다.
약물 투여, 세뇌, 마인드 컨트롤이라는 상당히 비인도적인 주제의 산물이다.

## 같이 보기
- 건담 시리즈